# Liu Hanming
Liu Hanming (chiń. 刘汉明; ur. we wrześniu 1952) – chiński dyplomata i urzędnik.
Urodził się w prowincji Hebei. W latach 1982–1986 był attaché w ambasadzie ChRL na Samoa. Od 1990 do 1995 pracował w chińskim przedstawicielstwie w Singapurze (początkowo jako trzeci, następnie jako drugi sekretarz). Kolejną placówką w jego karierze było stałe przedstawicielstwo Chińskiej Republiki Ludowej przy ONZ (2003–2010; początkowo radca - minister, później minister). Od 2010 pełni funkcję ambasadora na Antigui i Barbudzie.
Pracował także w MSZ (między innymi w Departamencie Finansów tego ministerstwa).